# 黃仁英
黃仁英（韓語：황인영，1978年11月23日—），韓國女演員。

## 演出作品

### 電視劇
- 2000年：SBS《警察特攻隊》飾演 吳尚希
- 2001年：KBS《Cool》飾演 江之英
- 2001年：SBS《外出》飾演 江慧蘭
- 2001年：SBS《鋼琴》
- 2002年：MBC《三劍客》飾演 鄭美麗
- 2003年：SBS《命運的搏擊》飾演 尹秘書
- 2005年：SBS《珍珠耳環》飾演 韓瑞珍
- 2006年：SBS《淵蓋蘇文》飾演 淵水晶
- 2010年：SBS《婦產科女醫生》飾演 恩美
- 2010年：E Channel《依然是女人》是演 羅允珠
- 2011年：MBC《就像今天一樣》飾演 鄭宥美
- 2011年：Channel A《Happy and...》
- 2012年：MBC《不能沒有你的生活》飾演 史佳英
- 2012年：JTBC《無子無懮》（客串）
- 2014年：KBS《甜蜜的秘密》飾演 李琇雅
- 2015年：KBS《懲毖錄》飾演 懿仁王后
- 2016年：KBS《武林學校》飾演 姜柏芝

### 電影
- 1999年：《Dance Dance》
- 2002年：《Family》
- 2010年：《殺人之江》
- 2010年：《第八段感情》
- 2013年：《HERO》

## 外部鏈接
- 黃仁英的Instagram帳戶